# Money Maker
Money Maker è un singolo di Ludacris con Pharrell, pubblicato il 17 luglio 2006.
Riscosse un buon successo, arrivando al primo posto nella Billboard Hot 100 e vincendo il Grammy Award alla miglior canzone rap nel 2007.